# Северокавказцы в Ираке

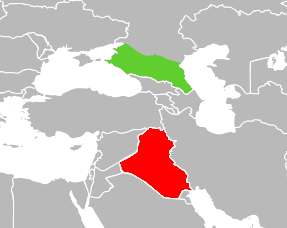
Северный Кавказ и Ирак

Северокавказцы в Ираке (араб. شركس العراق‎) — жители Ирака северо-кавказского происхождения. В основном состоят из черкесов, чеченцев и дагестанских народов. Часто северокавказцев называют этнонимом «черкесы».

## Расселение
Всего в Ираке 1890 северокавказских семей. При предположении, что в каждой семье по 5 или более человек, общее число составляет примерно 10000 человек.
| Город      | Количество семей | Народность                       |
| ---------- | ---------------- | -------------------------------- |
| Багдад     | 500              | смешанно                         |
| Дияла      | 250              | большинство чеченцы              |
| Киркук     | 190              | большинство дагестанцы и чеченцы |
| Эрбиль     | 10               | дагестанцы                       |
| Сулеймания | 630              | большинство чеченцы              |
| Мосул      | 150              | большинство дагестанцы           |
| Наджаф     | 50               | большинство дагестанцы           |
| Эл-Кут     | 20               | большинство дагестанцы           |
| Басра      | 20               | смешанно                         |
| Эн-Насырия | 10               | смешанно                         |
| Ал-Амара   | 5                | смешанно                         |
| Дахук      | 3                | смешанно                         |
| Хилла      | 20               | смешанно                         |
| Эд-Дивания | 12               | смешанно                         |
| Анбар      | 20               | черкесы-убыхи                    |

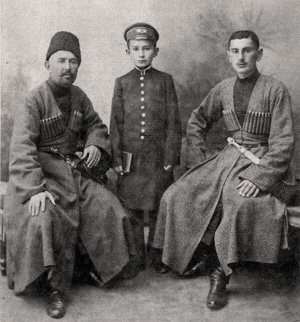
Семья Мурада ад-Дагистани — первого иракского фотографа

Большинство мужчин работают военачальниками, чиновниками, инженерами, врачами, журналистами, руководителями различных учреждений.

## История
Появление северокавказцев связано с мухаджирством (переселением) мусульман Северного Кавказа в Османскую империю во время и после Кавказской войны. Мигранты расселились в целом в городах и пригородах Киркука, Дияла, Багдада, Мосула, Анбара.
Переселение в Ирак до 1859 года происходило добровольно из Дагестана через Азербайджан и Иран. В последующем мухаджирство стало принудительным или вынужденным. Район Фишхабур был местом перехода чеченцев, которые составляют около 75 % северокавказских переселенцев в Ираке. Далее они прошли через Мосул до центра Ирака. Переселенцы закрепились в городах Дахук, Ардебиль и Сулеймания. Кавказцы ушли в Османскую империю по религиозным мотивам и предпочли остаться в Ираке, не вернувшись и после распада империи Осман. Миграция кавказцев на нынешние иракские территории продолжалась до начала 1920-х годов.
Османская империя предоставила невозделанные земли кавказцам, которые обладали более высокой сельскохозяйственной техникой по сравнению с местным населением. Империя также выиграла от кавказцев, у которых были сильные военные традиции, против растущих движений за независимость.
В 2004 году было создано благотворительное общество «Ат-Тадамун» («Солидарность»), куда вошли чеченцы, дагестанцы и черкесы Ирака. Главный офис находится в Киркуке. В Ал-Фаллуджа благодаря обществу кавказцы знакомились друг с другом и сплачивались.
В сентябре 2017 года на форум соотечественников впервые в Дагестан из Ирака приехал потомок дагестанских эмигрантов Али Мухаммад Хусейн Ал-Дагестани.

## Культура
Люди продолжают практиковать свои традиции, однако во многом северокавказцы ассимилировались среди арабского населения, приняв также и их язык. Та же ситуация в среде тех, кто проживает среди курдов и туркмен — кавказцы по своему внешнему виду, языку, идеологии и поведению ассимилировались с курдами и туркменами. Но тем не менее они в определённой мере придерживаются кавказских традиций и ценностей. Сохранился «Адыга-Хабза».
На свадьбах, при рождении, а также других событиях кухни полны кавказских яств, кавказские женщины готовят блюда: халтамеш, кальмеш, курзенеш, мучалобис, шипши-паста, халва и другие.
Число кавказцев, знающих свой родной язык сокращается с каждым днём. На родных языках в основном говорит старшее поколение. Молодежь обычно говорит только на арабском или курдском, основных иракских языках.
Такие нисбы как Аль-Дагестани, Аль-Шишани («чеченец») и Аль-Шаркас распространены среди кавказцев в арабском мире.